# Slussen i kulturen

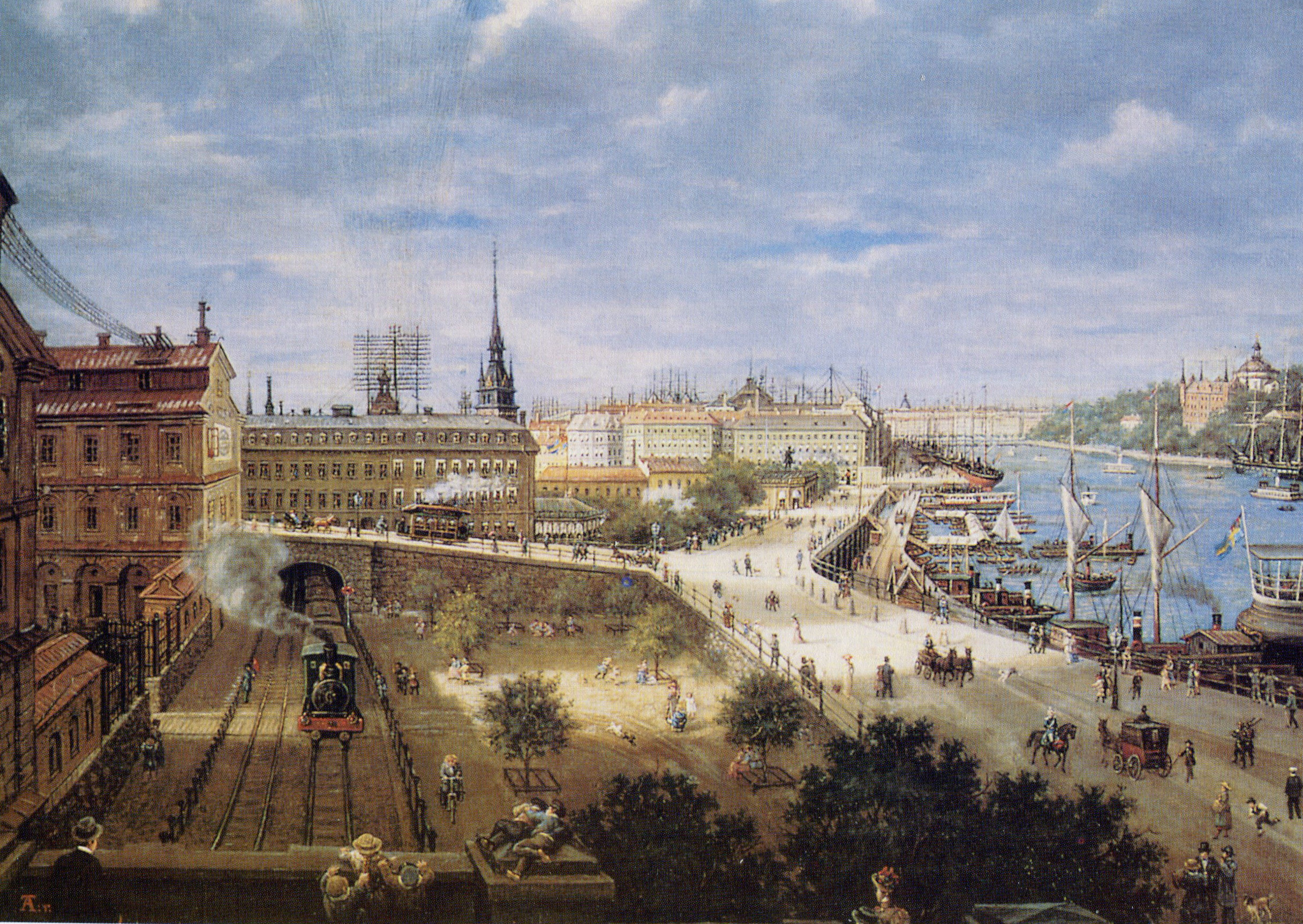
"Utsikt över Slussen" 1898 av Carl August Tholander.

Skildringar av Slussen i kulturen har präglats av hur dess funktion ändrats över tiden och med den folklivet vid platsen. Med Slussen avses trakten mellan Gamla stan och Södermalm samt mellan Mälaren och Saltsjön i Stockholm. Det finns få platser i Stockholm som är så ofta avbildade som Slussenområdet och många konstnärer fascinerades av Slussen och dess omgivning.

## Historiska illustrationer

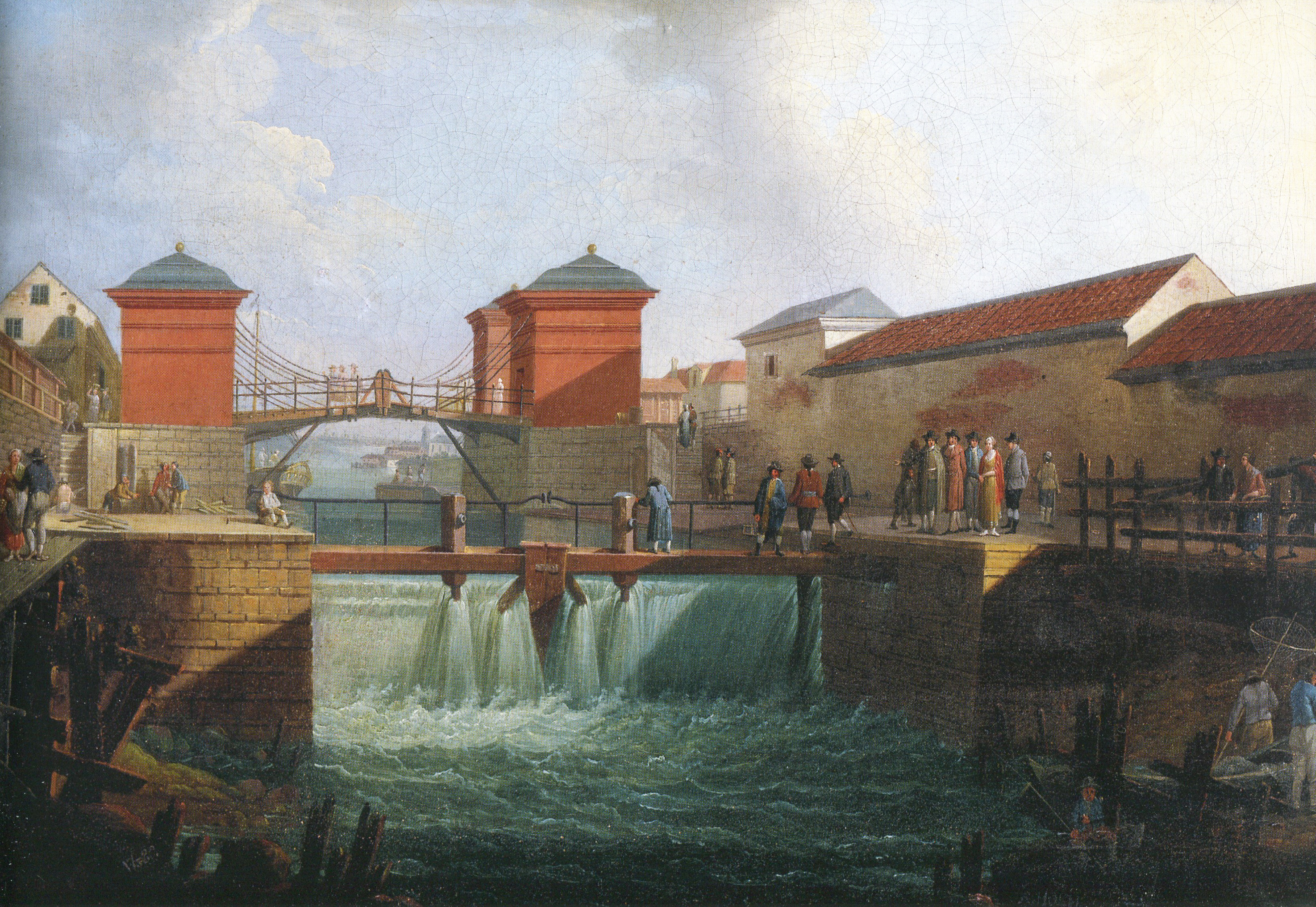
"Röda slussen" enligt en oljemålning av Anders Holm 1780.

Åsen söder om Stadsholmen mellan Mälaren och Östersjön har i äldre tider haft stor betydelse för Stockholm och Sverige. Platsen var befäst med Söderport och här uppstod redan tidigt en trafikknutpunkt mellan vatten- och landsvägar, här red Gustaf Vasa på sitt intåg i Stockholm den 24 juni 1523 och fick stadens nycklar och här fanns under drygt 200 år den för Sverige så viktiga järnexporten. 
Gustav Vasas intåg skildras i en monumentalmålning av Carl Larsson kring 1900. I hans nationalromantiska tolkning rider Sveriges regent över en smycket vindbrygga över Lilleström i Slussenområdet. Verket mäter omkring 7 x 14 meter och hänger i Nationalmuseets trapphall samt i Uppsala universitetsbibliotek. 
Fram till slutet av 1800-talet var Slussenområdet huvudsakligen en södra entré till "Staden mellan broarna" (Gamla stan) med aktiviteter vid vattnet. Skildringarna är främst målningar som visar på platsens speciella anläggningar som södra stadsporten Södre Torn, Järngraven och olika slussar med sina vindbryggor. 
Italienaren Lorenzo Magalotti efterlämnade ett detaljrikt ”flygperspektiv” från byggnader och livet på området vid Drottning Kristinas sluss, som han inspirerades av att dokumentera på sin Sverigeresa 1674. Där råder intensiv verksamhet med hantering av stångjärn, vid den tiden gick 40 procent av världens järnexport över denna plats.
Tack vare Anders Holms oljemålning från 1780 och Johan Petter Cumelins akvarellerade etsning från sekelskiftet 1800 vet vi exakt hur Christopher Polhems sluss, den Röda slussen, såg ut och hur folklivet tedde sig däromkring.

### Lorenzo Magalottis översiktsbild från 1674

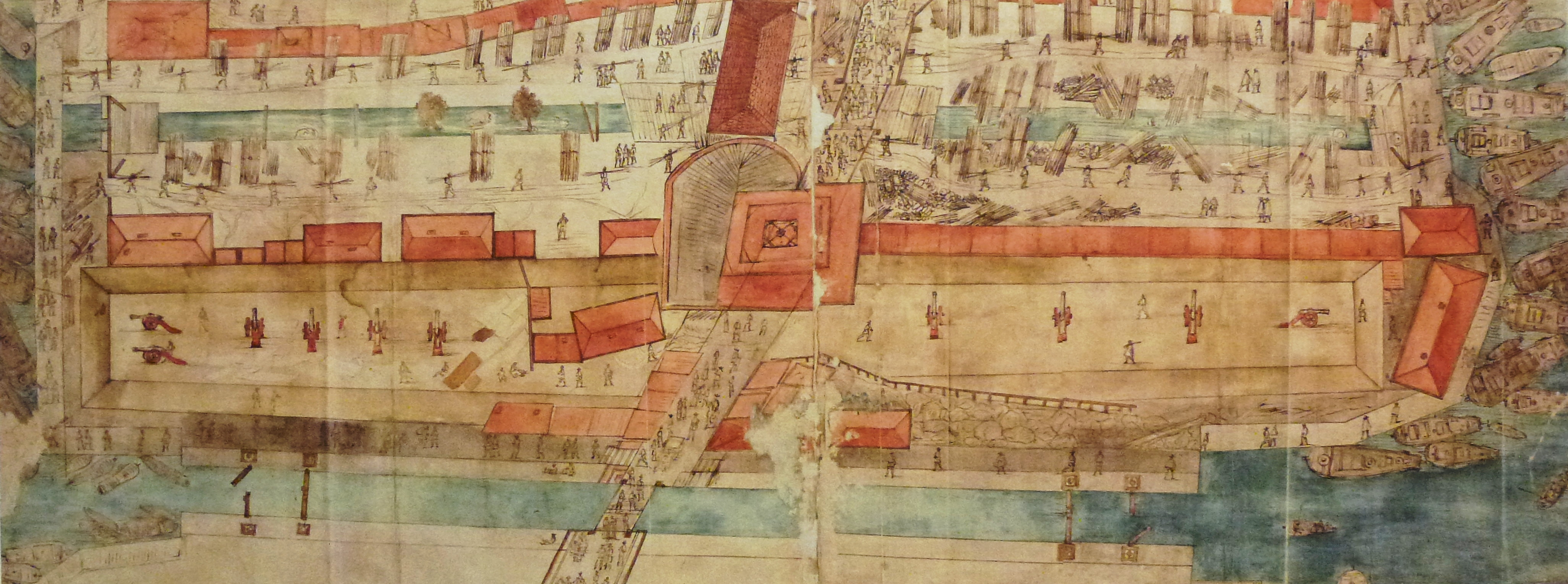
Ritning över Drottning Kristinas sluss upprättad av Lorenzo Magalotti 1674 (norr är nedåt). Slusskanalen syns längst ner med en centralt placerad vindbro. Mitt i bilden märks yttre porttornet Södre Torn, det inre tornet revs för att lämna plats för slussanläggningen. Området är befäst med tio kanoner. Överst i bilden syns Järngraven, där pågår intensiv verksamhet med hantering av stångjärn som transporteras av så kallade järnbärare till Saltsjösidan (till höger i bilden).

## 1800-talets skildringar
Från mitten av 1800-talet och cirka 100 år framåt präglas platsen av att vara en viktig trafikknutpunkt. Från denna tid förekommer Slussenområdet på målningar och tidiga fotografier där både trafikapparaten och folklivet står i centrum. Här sökte man tillfälliga arbeten i hamnen. På och kring Karl Johans torg pågick livlig handel med fisk och grönsaker, här gick sumprunkaren och skakade fisksumpen i Fiskarhuset och här fanns bastanta roddarmadamer som skötte färjetrafiken på Stockholms vatten i små roddbåtar.
Bland Johan Fredrik Julins kända arbeten från 1800-talets början finns två illustrationer över Järngraven i Slussenområdet. Den ena visar ett motiv inifrån Järngraven med järnbärare och järnupplag, den andra är en utsikt från Slussen med Järngraven mot Saltsjön. På båda syns de omfattande järnupplag bestående av stångjärn uppställa i speciella fack.
Carl Johan Billmarks litografi ger oss en uppfattning om hur Karl Johans torg med Karl XIV Johans staty såg ut en vinterdag på 1860-talet. Till höger skymtar Fiskarhuset och bakgrunden på Södermalmssidan märks Södra Teatern och Katarina kyrka.
På en vy över området kallad "Utsikt över Slussen", en oljemålning av Carl August Tholander från 1898, syns att ångtåg och ångspårvagn samt telefonledningar blivit en del av stadsbilden kring Slussen. Slussenområdet tycks i Tholanders tolkning vara en söndagsidyll. Folk promenerar, ser på trafiken, rider eller kör hästvagn och barn leker.

## Slussenområdet i äldre målningar

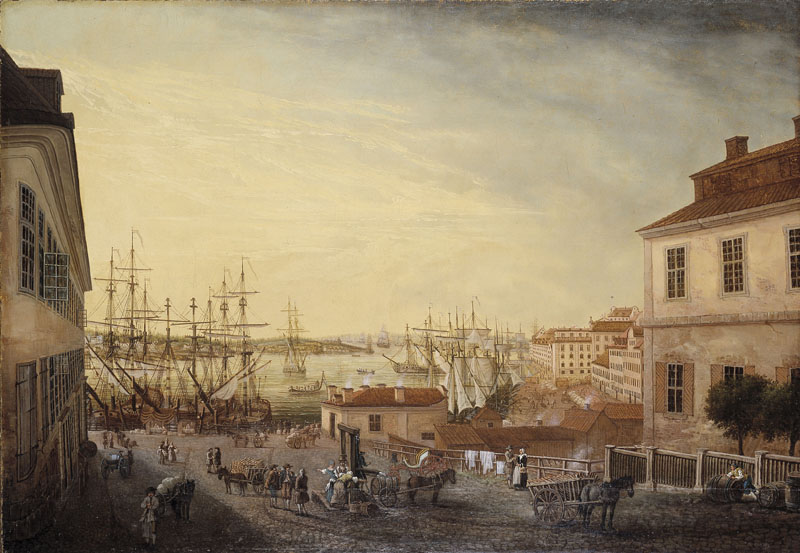
Brunnsbacken på 1770-talet av Johan Sevenbom.
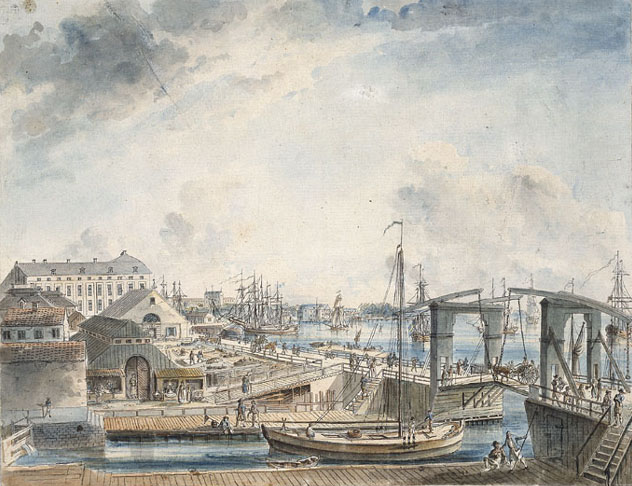
"Blå slussen", 1800 av Johan Petter Cumelin.
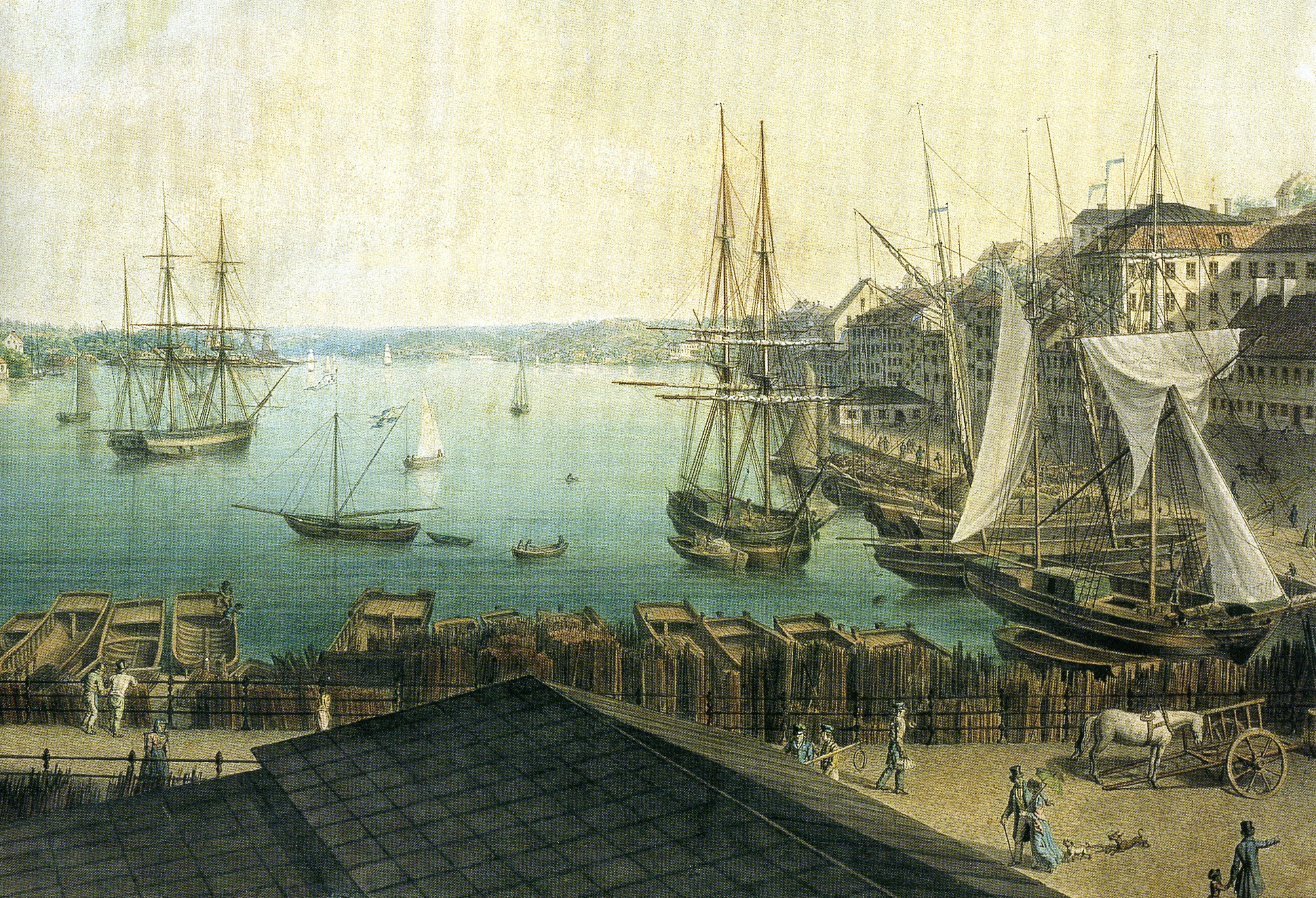
Järngraven på 1830-talet av Johan Fredrik Julin (detalj).
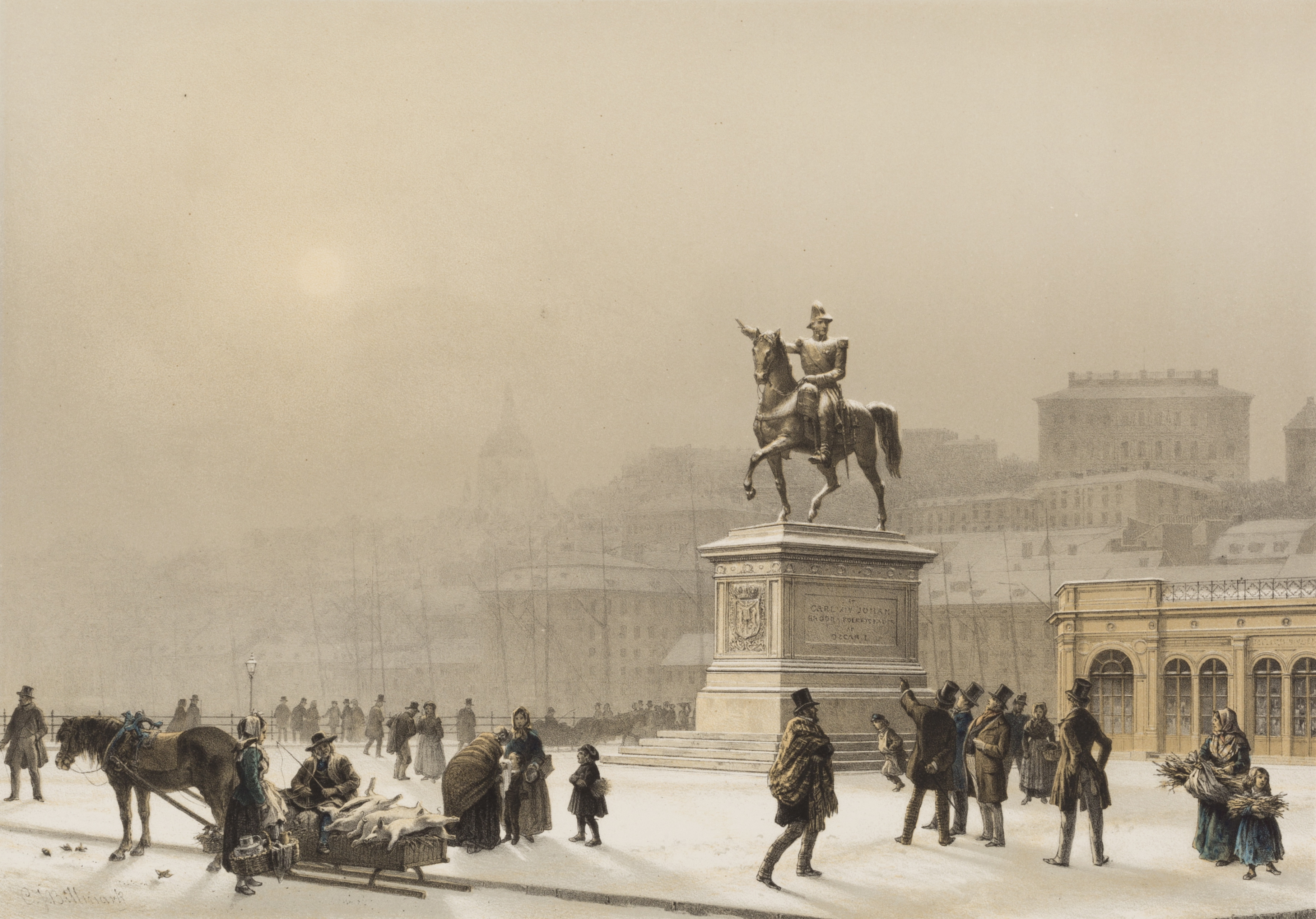
Karl Johans torg på 1860-talet av Carl Johan Billmark.

## 1900-talets skildringar

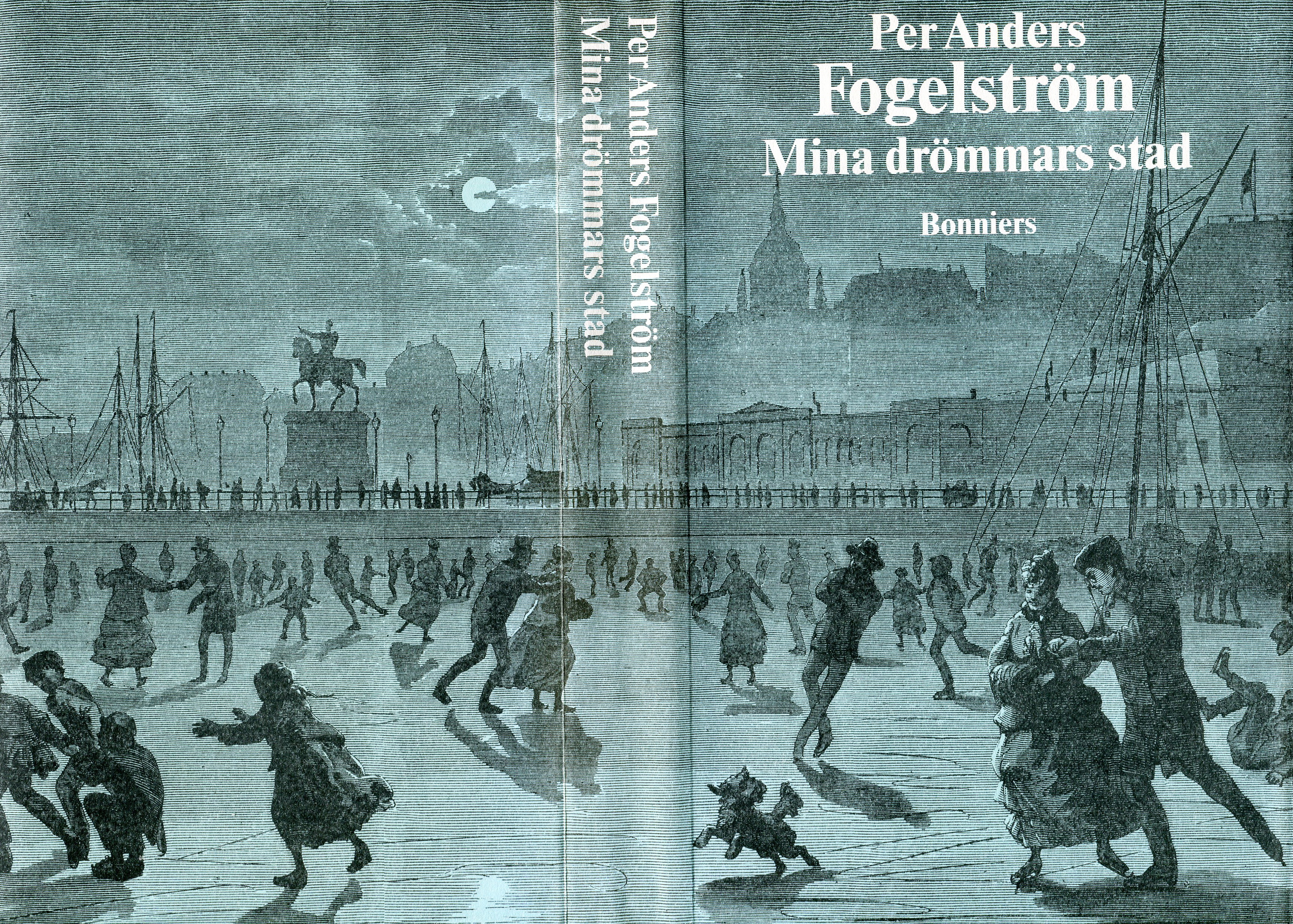
Bokomslag till "Mina drömmars stad" av Per Anders Fogelström med illustration av Slussenområdet av Knut Ekwall 1868.

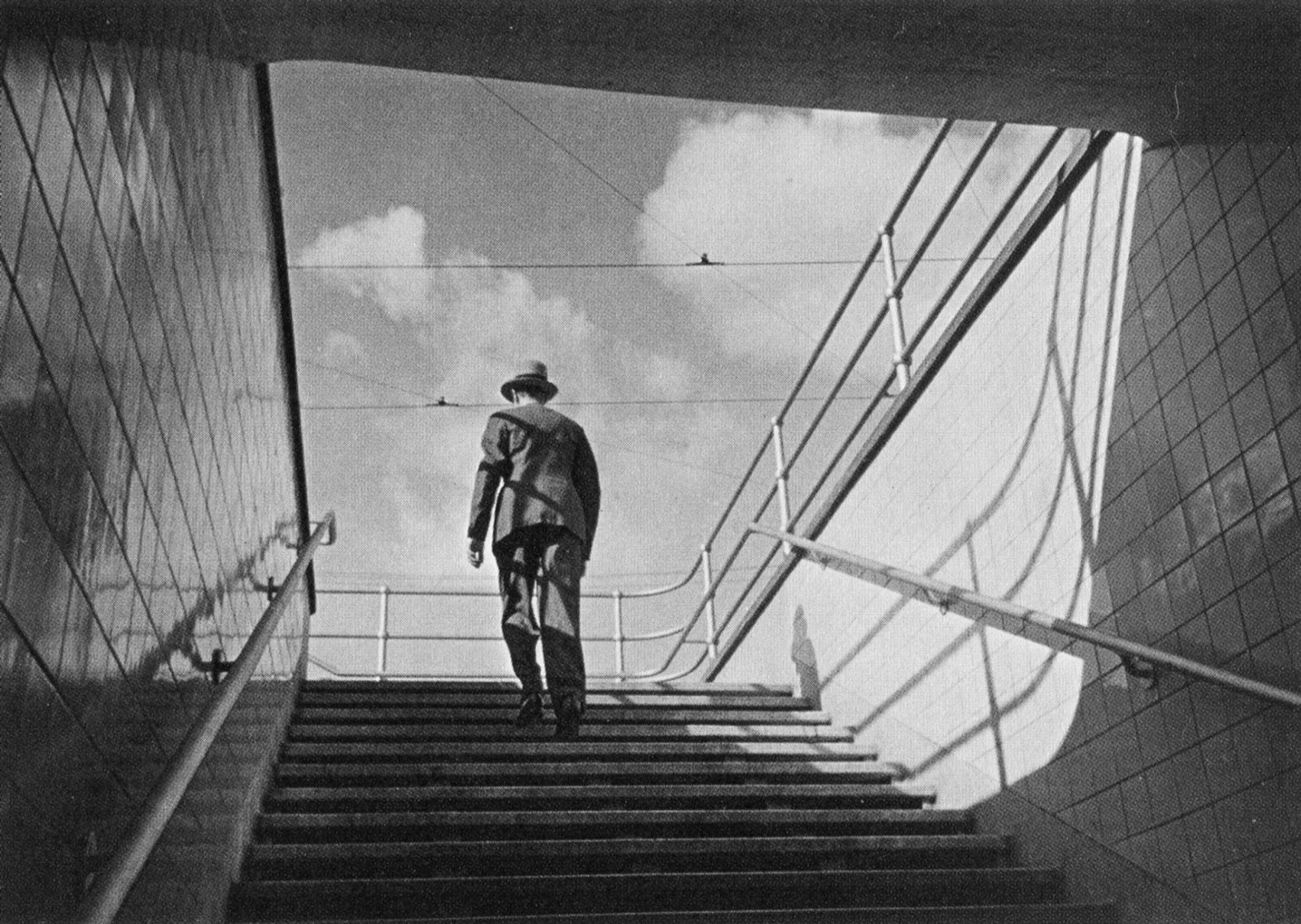
Gunnar Lundhs "diagonalstudie", 1936.

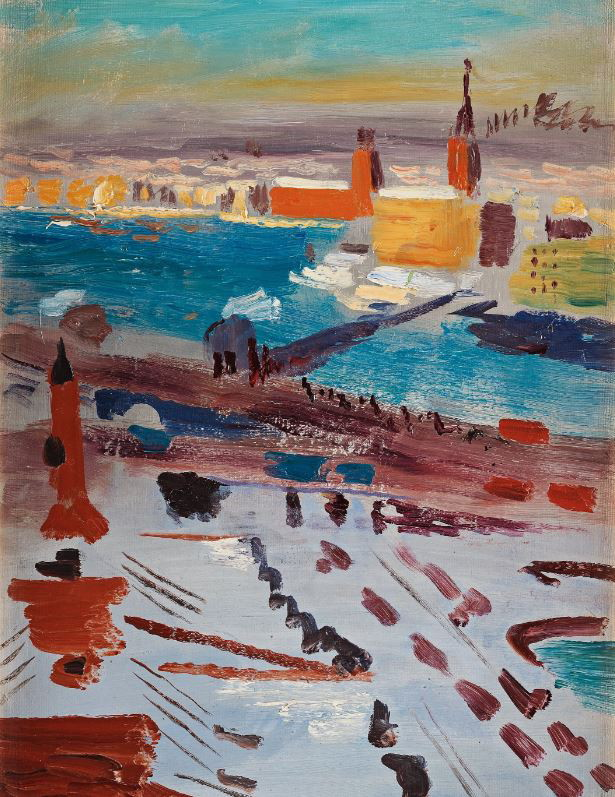
Isaac Grünewalds "Vy över Stockholm".

På 1900-talets första hälft är Slussenområdet en vanligt skildrad miljö i litteratur och i populärkultur som film och revyer. Högst upp i Johan Skyttes hus vid Södermalmstorg med utsikt över Slussenområdet hade både Anders Zorn och Evert Taube sin ateljé. Våningen disponeras idag (2014) av konstnären Ernst Billgren. 
Per Anders Fogelström beskrev Slussen under perioden 1860 till 1960 ett flertal gånger i sin bokserie Mina drömmars stad. Omslagsillustrationen  av den första boken i serien är en trägravyr av Knut Ekwall från 1898 visande folklivet på isen utanför Karl Johans torg.
Själva trafikapparaten ”klöverbladskorsningen” Slussen, som skapades 1935 sågs som estetiskt tilltalande och visades ofta på bild. Bland moderna konstnärer kan nämnas  Gösta Gustavson, Gideon Börje, Eric Hallström, Hilding Linnqvist, Vera Nilsson, Isaac Grünewald och inte minst Sven X:et Erixson, som har avbildat Slussen ett flertal gånger i sin alldeles egen tolkning. En av X:ets mest kända interpretationer av Slussenområdet heter ”Tidsbild” och skapades 1937. Den visar i starka färger ett antal personer som studerar löpsedlarna på Stockholms-Tidningens och Aftonbladets depeschbyrå utanför Blå bodarna. På en av löpsedlarna står att läsa: "Den stora hjälten Franco lyckades i dag mörda 550 barn och kvinnor genom en luftraid över Madrid".
Svenolov Ehréns träsnitt i färg  från 1968 har slussenkarussellen med Kolingsborg som huvudmotiv. Ehrén har, som många andra konstnärer fängslats av Slussen och dess uppbyggnad och återkom till den gång på gång. År 1994 skapade han en panoramabild över området som sträcker sig från Centralbron till Katarinahissen. Den består av fyra delar i färglinoleumsnitt och kallas ”Gamla stan och Strömmen från Södermalmstorg”.
Den nya Slussenanläggningen fascinerade många fotografer, band dem Gustaf Wernersson Cronquist som med färgfotografier dokumenterade bygget och invigningen och Gunnar Lundh som med kontrastrika svart-vita bilder stod för tidstypiska ”diagonalstudier” av den nya arkitekturen. Konstakademien höll utställningen "När Stockholm var modernt, bilder från Slussen 1910-1960" i december 2012 till februari 2013. I utställningen ingick även fotografier i storformat och filmen från den högtidliga invigningen 1935.
Slussen förekommer i en rad musikstycken, bland dem i låten  ”Från Slussen till Djurgårn” framförd av Lillie Lindroth i en inspelning från januari 1938. I filmen Vårat gäng, där Alice Babs sjunger signaturmelodin i en inspelning från juni 1940, rimmas bland annat:  ”Ta nu bussen ifrån slussen - Till kvarteret, där du ser ett…” År  1967 inspelade  Carl Anton Axelsson sin visa ”Från Söder har Stockholm fått färgen". Där heter det bland annat:  ”Där är Hammarbyleden, bland broarna och tågen - och solen den går ner under Västerbrobågen - och lyser på Slussens trafikkarusell…”
Från högertrafikomläggningen 1967 slutade platsen vara en knutpunkt för spårvägstrafiken och samtidigt inleddes nedgångsperioden för Slussenområdets fysiska skick, och även skildringarna i kulturen klingade av.